# Tjernogorovo (distrikt i Bulgarien, Chaskovo)
Tjernogorovo (bulgariska: Черногорово) är ett distrikt i Bulgarien.   Det ligger i kommunen Obsjtina Dimitrovgrad och regionen Chaskovo, i den centrala delen av landet, 210 km öster om huvudstaden Sofia.
Trakten runt Tjernogorovo består till största delen av jordbruksmark. Runt Tjernogorovo är det ganska tätbefolkat, med 129 invånare per kvadratkilometer.